# Жильбер, Эмиль Жак
Эмиль Жак Жильбер (фр. Émile Jacques Gilbert; 3 сентября 1793, Париж — 31 октября 1874, Париж) — архитектор французского академического классицизма. Его творчество по причине утилитарного характера большинства его проектов и построек часто относят к рационалистическому течению в архитектуре XIX века.

## Биография
Жильбер родился в Париже, с 1813 года учился в Школе изящных искусств, которая в период Империи Наполеона Бонапарта именовалась Императорской (l’École impériale des beaux-arts). Изучал архитектуру в мастерской Бартелеми Виньона. В 1822 году выиграл Римскую премию и уехал в Италию, во Французскую академию в Риме. Жильбер был первым пенсионером виллы Медичи в Риме, где располагается академия, включившим для отчёта в Париж изучение не римского, а древнегреческого памятника, сохранившегося на Сицилии.
По возвращении в Париж в 1828 году Жильбер получил назначение инспектора работ по возведению Триумфальной арки на площади Звезды по проекту архитектора французского ампира Жана-Франсуа Шальгрена. С 1847 года ему помогал его зять Артур-Станислав Сейм (1827—1890).
В 1833 году Эмиль Жак Жильбер получил заказ на строительство психиатрического приюта Шарантон (l’asile de Charenton), который будет занимать всё его время примерно до 1842 года, а затем время от времени до дня его смерти.
В 1836 году ему вместе с Жаном Франсуа Жозефом Лекуантом ему было поручено строительство следственного изолятора под названием «Тюрьма Мазас», построенного между 1842 и 1850 годами и позднее разрушенного. В 1853 году Анри Давенн, новый директор «Общественной помощи» (l’Assistance publique), созданной в 1849 году, поручил Жильберу провести первые исследования для строительства новой больницы на восемьсот коек, предназначенной заменить старую «Hôtel-Dieu», однако строительством занимался Артур-Станислав Сейм.
Далее следовали весьма прозаичные, но общественно необходимые предприятия: проектирование и строительство нового морга на оконечности острова Сите (1861—1863), проект штаб-квартиры префектуры полиции, примыкающей к зданию суда (1855), и многое другое. В упоминаниях о работе архитектора часто звучит ироничный или даже зловещий подтекст в отношении характера его построек: хоспис, тюрьма, полицейский участок, больница, морг, но таковы были условия времени.
В 1845 году Жильбер, назначенный архитектором города Парижа, а затем главным архитектором первого отдела работ префектуры Сены, стал членом совета профессоров и архитектурного жюри Школы изящных искусств. В 1853 году он был назначен секретарём-архивариусом школы и в том же году избран в члены Академии изящных искусств. Он также был одним из основателей Центрального общества архитекторов, которое возглавлял с 1854 по 1864 год. В 1860 году он был произведен в офицеры Почётного легиона, в 1863 году назначен членом Совета и генеральным инспектором гражданских зданий. Архитектор скончался в Париже 31 октября 1874 года.